# Sarah Slean

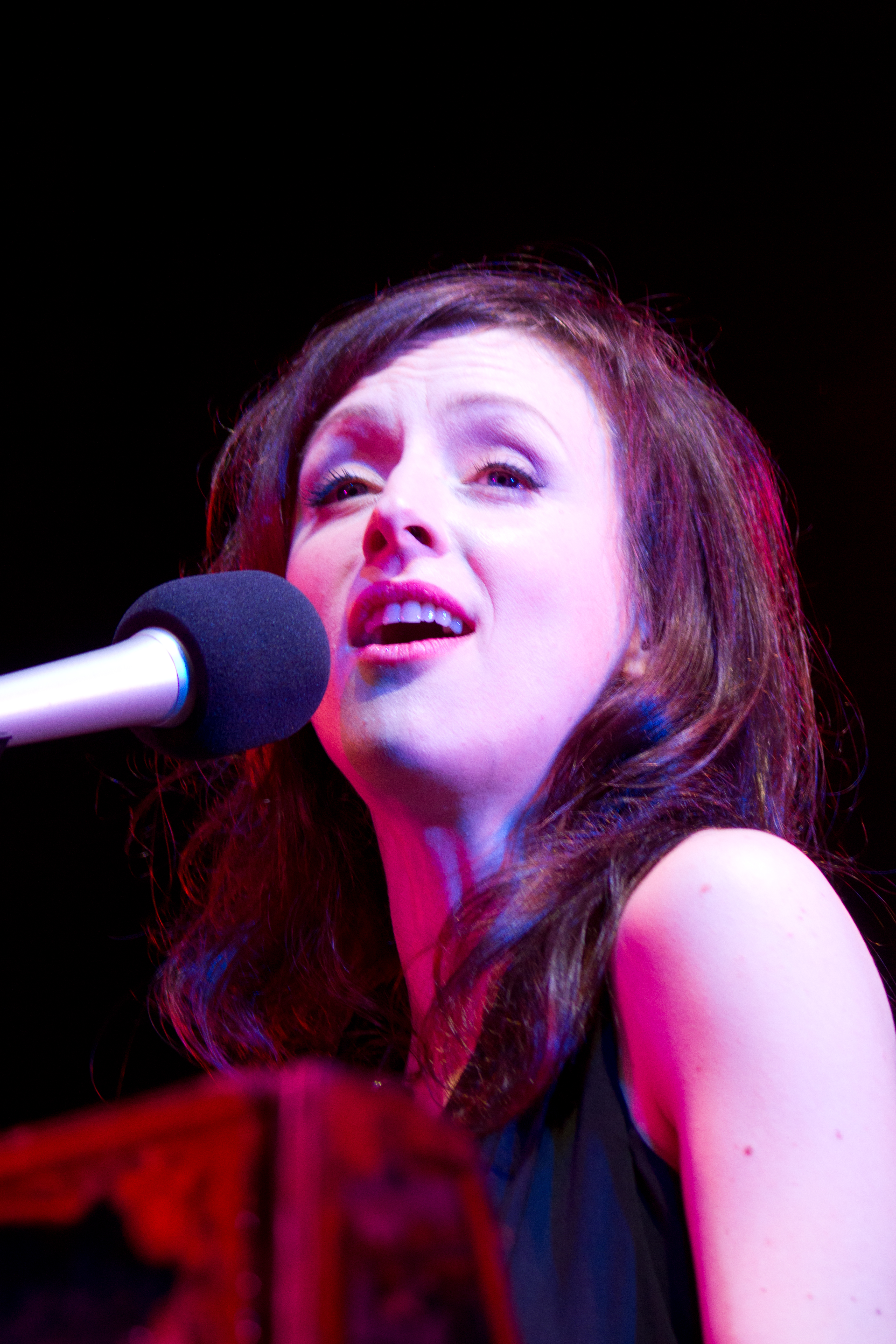
Sarah Slean während des Burlington’s Sound of Music Festival (2012)

Sarah Hope Slean (* 21. Juni 1977 in Pickering, Ontario) ist eine kanadische Singer-Songwriterin, Malerin, Schauspielerin und Fotografin.

## Leben und Karriere
Slean besuchte die Dunbarton High School in ihrer Heimatstadt Pickering. Nach der Schule studierte die Kanadierin Musik an der York University in Toronto. Ihren Abschluss machte Slean in den Fächern Musik und Philosophie an der University of Toronto.
Das erste von mittlerweile vier Studioalben erschien im August 1998. Es trägt den Titel Blue Parade und wurde auf einem Independent-Label veröffentlicht. Alle übrigen erschienen bei Atlantic Records, einer sehr prestigeträchtigen Plattenfirma, die zur Warner Music Group zählt. Die Titel lauten Night Bugs (2002), Day One (2004) und The Baroness (2008). Neben diesen Studioalben nahm Sarah Slean auch Live-Alben und EPs auf. Die drei ausgekoppelten Singles, Lucky Me, When Another Midnight und Mary, entstammen sämtlich dem Album Day One.

## Diskografie
Studioalben
- 1998: Blue Parade (Independent)
- 2002: Night Bugs (Atlantic Records)
- 2004: Day One (Atlantic Records)
- 2008: The Baroness (Atlantic Records)
- 2011: Land and Sea (Pheromone Recordings) / angekündigt für September 2011
- 2017: Metaphysics